# Князь-примас
Князь-примас созданная по инициативе императора Франции Наполеона Бонапарта должность, единственным обладателем которой с 1806 по 1813 г. был Карл Теодор фон Дальберг. В этом качестве он правил государством князя-примаса с 1806 по 1810 г. и был президентом Рейнского союза.
Поскольку резиденция рейхстага находилась в Регенсбурге, заключительное постановление имперской депутации 1803 г. разместила в этом имперском городе и резиденцию имперского канцлера, должность была привязана к архиепископу Майнца, так что в то же время титул курфюрства Майнца перешел к княжеству Регенсбургу, которое было передано имперскому архиканцлеру. Поскольку город Майнц перешел к Франции, столица также была перенесена из Майнца в Регенсбург.
В качестве предстоятеля он должен был стать митрополитом всей Германии, за исключением королевства Пруссия и австрийских митрополий Вены, Зальцбурга, Праги и Оломоуца.
Поскольку епископ Регенсбурга Йозеф Конрад фон Шроффенберг-Мёс был ещё жив на момент учреждения должности князя-примаса, тот изначально был ограничен светским управлением княжеством Регенсбург. Он претендовал на церковную власть на территории Регенсбургской епархии только после смерти епископа в апреле 1803 года, хотя и встретил ожесточенное сопротивление со стороны курфюршества Бавария, которой удалось убедить папу Пия VII ограничив его Регенсбургом.
В Рейнском союзе в 1806 году имперский канцлер стал князем-примасом. Теоретически он должен был стать председателем Бундестага, но это не было реализовано. В 1807 г. князь-примас перенес свою штаб-квартиру во Франкфурт.
Он был единственным митрополитом и архиепископом Рейнского союза. Его владения состояли из княжества Ашаффенбург (часть прежней территории курфюршества Майнц), имперского города Вецлар и княжества Регенсбург, состоящего из бывших территорий княжества-епископства и имперского города Регенсбург, а также местных имперских аббатств Святого Эммерама, Обермюнстер и Нидермюнстер.
В 1810 году Наполеон передал Баварии княжество Регенсбург и создал для Карла Теодора фон Дальберга Великое герцогство Франкфурт из княжеств Ашаффенбург, Ханау и Фульда, а также графства Вецлар, но тут ему уже не было нужно духовное достоинство.